# Troine
Troine (luxembourgeois : Tratten) est une section de la commune luxembourgeoise de Wincrange située dans le canton de Clervaux.

## Histoire
Troine est mentionné pour la première fois vers 840 sous la forme de Trodana.
Avant le 1er janvier 1978, Troine faisait partie de l’ancienne commune de Boevange.